# Province d'Ayopaya
La province d'Ayopaya est une des 16 provinces du département de Cochabamba, en Bolivie. Son chef-lieu est la ville d'Independencia.